# Saar (Bahrein)
Saar (arabo سار ) è una elegante città residenziale del Bahrein. È nota per essere la città degli ambasciatori e dei ricchi. La città comprende anche un'area meno ricca, abitata in prevalenza da popolazione sciita.